# Тарасенко, Роман Сергеевич
Роман Сергеевич Тарасенко (род. 8 декабря 1981, Москва), также известный как  «Полосатый» — российский киберспортсмен, игрок в Quake III, журналист.

## Карьера

### Киберспортсмен
Роман Тарасенко начал играть в Quake в 1999 году. После выхода новой версии игры стал чемпионом России по Quake II. Получил известность в международном киберспортивном сообществе после записи видео, демонстрирующего 163 трюковых прыжка в Quake II. Также увлекался Unreal Tournament и StarCraft, но играл лишь на полупрофессиональном уровне.
В 2000 году в составе российской сборной победил на чемпионате Европы по Quake III BWEC (Barrysworld European Championship), проходившем в Англии.
Роман Тарасенко стал одним из первых российских профессиональных киберспортсменов, получающих заработную плату от спонсоров независимо от результатов.
В 2004 году Полосатый стал единственным российским игроком, вошедшим в число 16 лучших профессиональных игроков всех времён и народов по версии популярного сайта ESReality.

### Журналист
В 2001 году начал писать обзоры для журнала «Хакер». После этого на протяжении нескольких лет вёл свою колонку на сайте cyberfight.ru.
После окончания киберспортивной карьеры продолжал работать репортёром, присутствовал на большинстве чемпионатов мира World Cyber Games. Затем занялся автомобильной фотографией.